# Wortegem-Petegem
Wortegem-Petegem là một đô thị ở tỉnh Oost-Vlaanderen. Đô thị này bao gồm các làng Elsegem, Moregem, Ooike, Petegem, và Wortegem. Tại thời điểm ngày 1 tháng 1 năm  2006 Wortegem-Petegem có tổng dân số 5.977 người. Tổng diện tích là 41,96 km² với mật độ dân số là 142 người trên mỗi km².
Các làng:
Elsegem, Moregem, Ooike, Petegem và Wortegem.